# 218年
| 千纪： | 1千纪                                                                                           |
| 世纪： | 2世纪 \| 3世纪 \| 4世纪                                                                         |
| 年代： | 180年代 \| 190年代 \| 200年代 \| 210年代 \| 220年代 \| 230年代 \| 240年代                       |
| 年份： | 213年 \| 214年 \| 215年 \| 216年 \| 217年 \| 218年 \| 219年 \| 220年 \| 221年 \| 222年 \| 223年 |
| 纪年： | 戊戌年（狗年）；东汉建安二十三年                                                                |

## 大事记
- 中国
  - 1月，吉本等造反攻曹操，燒丞相長史王必營，被嚴匡平定。
  - 曹將曹洪大破劉營的吳蘭軍。至3月，張飛、馬超敗走，曹軍斬殺吳蘭等。
  - 4月，烏桓人造反，曹操派曹彰平亂。
  - 劉備出兵陽平關，但數被打敗，相方對峙。
  - 7月，曹操至長安坐鎮，9月到達。
  - 鮮卑人軻比能見曹彰勢強，投降，北方平定。
  - 10月，宛城守將侯音造反，曹將曹仁前往圍剿。

## 各国领袖

### 亞洲
- 中國（東漢）
  - 君主：漢獻帝（189年－220年）
  - 實質掌權者: 曹操（丞相、魏王216-220）
  - 主要州牧：曹操、孙权、劉備
- 日本 - 神功皇后（攝政，200年－270年）
- 泰米尔哲罗（Chera）王朝 - Yanaikat-sey Mantaran Cheral（201年－241年）
- 亚美尼亚 - Tiridates二世（英语：Tiridates II of Armenia）, 亚美尼亚国王 (217-252)
- 朝鲜半岛 (朝鲜三国时代)
  - 百济 - 仇首王, 百济王 (214–234)
  - 金官伽耶 - 居登王, 伽耶王 (199-259)
  - 高句丽 - 山上王, 高句丽王 (197–227)
  - 新罗 - 奈解尼師今, 新罗王 (196–230)
- 高加索伊比利亚王国 - Vache（英语：Vache of Iberia）, 伊比利亚王 (216-234)
- 贵霜帝国 - 波調（Vasudeva I） (c.191-225)
- 安息帝国 - 
  1. Vologases六世（英语：Vologases VI of Parthia）, 帕提亚国王 (c.208-228)
  2. 阿尔达班四世, 帕提亚国王 (c.208-228)

### 欧洲
- 罗马帝国 - 
  1. 马克里努斯, 罗马皇帝 (217-218)
  2. 埃拉伽巴路斯, 罗马皇帝 (218-222)

### 非洲
- 库什王朝 (Kush) - Aryesbokhe国王 (215-225)

## 逝世
- 吉本，東漢末年太醫。
- 耿紀，東漢末年漢室臣子。
- 樂進，曹操麾下重要將領。
- 王必，曹操麾下重要文臣。
- 金禕，金旋之子。
- 韋晃
- 羅馬共治皇帝馬克利努斯和迪亞杜門尼安被殺。